# Photinus marginellus
Photinus marginellus är en skalbaggsart som beskrevs av Leconte 1852. Photinus marginellus ingår i släktet Photinus och familjen lysmaskar. Inga underarter finns listade i Catalogue of Life.